# Los mercenarios
Los mercenarios est une bande dessinée espagnole illustrée par Francisco Ibáñez, appartenant à la franchise Mortadel et Filémon, éditée en 1975.

## Synopsis
La république de Percebelandia est en difficulté car Céphalopodia, le pays voisin, veut l'envahir. Pour ce faire, il a engagé des mercenaires, des soldats qui se battent contre de l'argent. Mortadelo et Filemón vont se mettre sous les ordres de Chirimoyo II, président de Percebelandia, et vont tenter d'empêcher les mercenaires de réussir. S'ils y parviennent, le président les récompensera d'une importante somme d'argent.